# MAN M2000
MAN M2000 — це вантажні автомобілі повною масою від 12 до 26 тонн, що виробляються компанією MAN з 1996 по 2005 рік.

## Опис
Середня гамма «М2000» з'явилася навесні 1996 р. Вона складається з 42 варіантів 4x2, 4x4, 6x2 і 6x4 повною масою 12 - 26  т, у складі автопоїзда - до 32  т. З технічної точки зору вона є проміжним варіантом між легкою серією «L2000» і важкою «F2000». У гамі «М2000» застосовуються двигуни потужністю 155-280 к.с., модифікацій D 0824, D 0826 з рядними та розподільними ПНВТ типу «VE» виробництва «Bosch», пізніше з'явилися модернізовані двигуни «D 0834» і «D 0836» з розподільними електронним ПНВТ типу «VP44» також виробництва «Bosch», 6-ти, 9-ти або 16-ти ступінчасті коробки, передні дискові гальма конструкції «Wabco/Perrot» типу «PAN 17» для коліс на 17,5 дюймів, «Knorr-Bremse» типу «SB6» для коліс 19,5 дюймів та «Lucas/Meritor» типів «D-Elsa» й «D-Elsa 2» з колісними дисками на 22,5 дюйми. Існують два варіанти виконання: «М2000L» (заводські індекси L70...L77, L79...L84, L86...L90, L95) з кабіною від серії «L2000», повною вагою переважно від 12 до 26  т, 4-х та 6-ти циліндровими двигунами, колісною формулою 4х2, 4х4 та 6х4, та «М2000M» (заводські індекси М31...М34, М38...М44) з кабіною від серії «F2000», повною вагою переважно від 14 до 25  т, виключно з 6-ти циліндровими двигунами, колісною формулою 4х2, 4х4 та 6х2. Легкі виконання повною масою 12; 14; 15; 18 і 20 т оснащуються кабінами від «L2000». Легкі розвізні моделі «М2000» комплектуються як 4-, так і 6-циліндровими двигунами потужністю 155 і 220  к.с., працюючими з механічними або автоматичними коробками передач від «ZF» і «Eaton».
"Важке" сімейство «M2000» уніфіковано з моделями «F2000». Вантажівки випускали в різних виконаннях з повним масою 12; 14; 18 і 25 т, комплектуються більш місткими кабінами шириною 2280 мм, які використовують і на моделях «F2000». В середині 1998 року сімейство моделей «М2000» отримало більш потужній 6-циліндровий 6,9-літровій двигун потужністю 280  к.с., який замінив 260-сильний агрегат. "Важкі" вантажівки оснащуються тільки дизелями в 220 і 280 к.с., які агрегатуються як з 6-, так и з 9-й 16-ступінчастими коробками від «ZF» або «Eaton».

### Двигуни
MAN M2000L
| Торгове позначення (використовується в моделі) | Об'єм см3                   | Діаметр × хід поршня мм     | Код двигуна MAN             | Потужність кВт (к.с.) норми викидів | Роки випуску                | Система живлення                                |
| рядні 4-х циліндрові дизелі                    | рядні 4-х циліндрові дизелі | рядні 4-х циліндрові дизелі | рядні 4-х циліндрові дизелі | рядні 4-х циліндрові дизелі         | рядні 4-х циліндрові дизелі | рядні 4-х циліндрові дизелі                     |
| ---------------------------------------------- | --------------------------- | --------------------------- | --------------------------- | ----------------------------------- | --------------------------- | ----------------------------------------------- |
| 12.163, 14.163                                 | 4850                        | ø108 × 125                  | D 0824 LFL06                | 114 (155) Євро-2                    | 1995–1997                   | рядний ПНВТ - трубка - форсунка                 |
| 12.163, 14.163                                 | 4850                        | ø108 × 125                  | D 0824 LFL09                | 114 (155) Євро-2                    | 1997–2001                   | розподільний ПНВТ типу VE - трубка - форсунка   |
| рядні 6-ти циліндрові дизелі                   |                             |                             |                             |                                     |                             |                                                 |
| 12.224, 14.224, 18.224                         | 6871                        | ø108 × 125                  | D 0826 LFL03                | 162 (220) Євро-2                    | 1996–1997                   | рядний ПНВТ - трубка - форсунка                 |
| 12.224, 14.224, 18.224                         | 6871                        | ø108 × 125                  | D 0826 LFL10                | 162 (220) Євро-2                    | 1997–2001                   | розподільний ПНВТ типу VE - трубка - форсунка   |
| 14.264, 18.264                                 | 6871                        | ø108 × 125                  | D 0826 LFL09                | 191 (260) Євро-2                    | 1995–2001                   | рядний ПНВТ з EDC - трубка - форсунка           |
| 18.284                                         | 6871                        | ø108 × 125                  | D 0836 LFL02                | 206 (280) Євро-2                    | 1999-2001                   | розподільний ПНВТ типу VP44 - трубка - форсунка |
| 26.284                                         | 6871                        | ø108 × 125                  | D 0836 LFL01                | 206 (280) Євро-2                    | 1999-2001                   | розподільний ПНВТ типу VP44 - трубка - форсунка |

MAN M2000M
| Торгове позначення (використовується в моделі) | Об'єм см3                    | Діаметр × хід поршня мм      | Код двигуна MAN              | Потужність кВт (к.с.) норми викидів | Роки випуску                 | Система живлення                                |
| рядні 6-ти циліндрові дизелі                   | рядні 6-ти циліндрові дизелі | рядні 6-ти циліндрові дизелі | рядні 6-ти циліндрові дизелі | рядні 6-ти циліндрові дизелі        | рядні 6-ти циліндрові дизелі | рядні 6-ти циліндрові дизелі                    |
| ---------------------------------------------- | ---------------------------- | ---------------------------- | ---------------------------- | ----------------------------------- | ---------------------------- | ----------------------------------------------- |
| 14.224, 18.224, 25.224                         | 6871                         | ø108 × 125                   | D 0826 LF15                  | 162 (220) Євро-2                    | 1995–1997                    | рядний ПНВТ - трубка - форсунка                 |
| 14.224, 18.224, 25.224                         | 6871                         | ø108 × 125                   | D 0826 LF18                  | 162 (220) Євро-2                    | 1997–2001                    | розподільний ПНВТ типу VE - трубка - форсунка   |
| 14.264, 18.264, 25.264                         | 6871                         | ø108 × 125                   | D 0826 LF17                  | 191 (260) Євро-2                    | 1995–2001                    | рядний ПНВТ з EDC - трубка - форсунка           |
| 14.284, 18.284, 25.284                         | 6871                         | ø108 × 125                   | D 0836 LF01                  | 206 (280) Євро-2                    | 1999-2001                    | розподільний ПНВТ типу VP44 - трубка - форсунка |

### MAN M2000M Evolution (2000-2005)

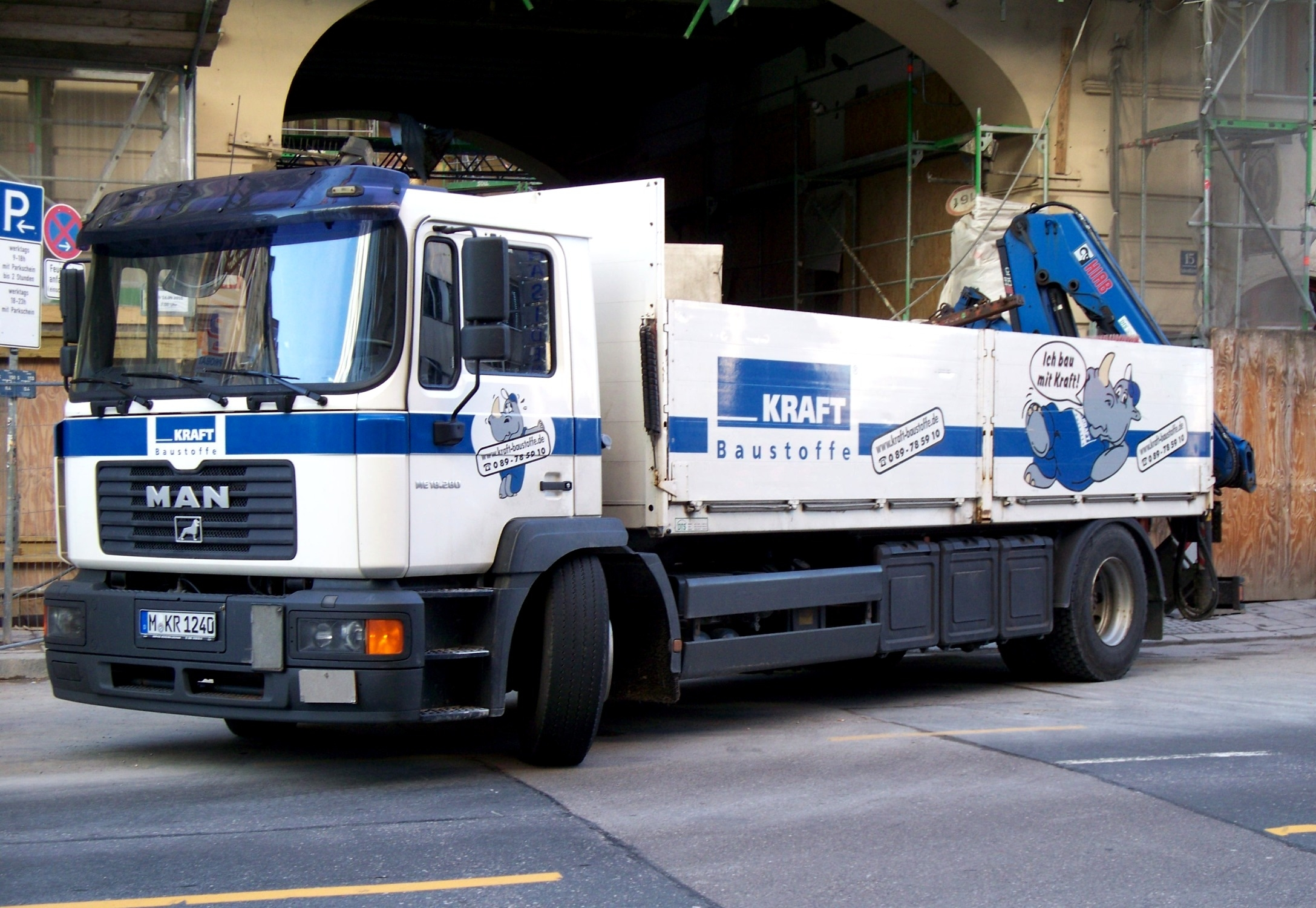
MAN ME 18.280 з кабіною від MAN F2000 Evolution

В кінці 2000 року було представлено оновлену серію «ME-B» або «M2000M Evolution» для шасі із заводськими індексами М31...М34, М38...М44, але в другій половині 2002 року позначення залишили у вигляді літер «ME» з традиційним індексом приблизної повної маси та потужності. Кардинальних конструкційних змін в порівнянні з доресталінговую серією не відбулося, за виключенням оновлення гами 6-ти циліндрових двигунів типу D0836 з турбіною, інтеркулером та ПНВТ «Bosch» типу «VP44» з електронним управлінням, потужністю 220, 245 або 280 к.с. Однак в вперший рік моделлю «ME 220 B» був успадкований двигун попереднього покоління D 0826 та ME280B - двигун «D 0836», обидва стандартів Євро-2, з кінця 2001 року гама двигунів почала відповідати нормам викидів Євро-3. Серію оснащували вже відомими та оновленими механічними коробками передач ZF 6-ти ступінчастою типу «Ecolite 6S-850», 16-ти ступінчастою типу «Ecomid 16S-109», в т.ч. з інтардером або 9-ти ступінчастими «Eaton FS8209/FS8309», на замовлення - автоматичні 5-ступінчасті коробки «ZF» «Ecomat 5HP-500/590», ресорною, пневматичною або комбінованої підвіскою, гальмівною системою з передніми дисковими механізмами і типовими кабінами «М».

### Двигуни
| Торгове позначення (використовується в моделі) | Об'єм см3                    | Діаметр × хід поршня мм      | Код двигуна MAN              | Потужність кВт (к.с.) норми викидів | Роки випуску                 | Система живлення                                |
| рядні 6-ти циліндрові дизелі                   | рядні 6-ти циліндрові дизелі | рядні 6-ти циліндрові дизелі | рядні 6-ти циліндрові дизелі | рядні 6-ти циліндрові дизелі        | рядні 6-ти циліндрові дизелі | рядні 6-ти циліндрові дизелі                    |
| ---------------------------------------------- | ---------------------------- | ---------------------------- | ---------------------------- | ----------------------------------- | ---------------------------- | ----------------------------------------------- |
| ME 220 B                                       | 6871                         | ø108 × 125                   | D 0826 LF18                  | 162 (220) Євро-2                    | 2000–2001                    | розподільний ПНВТ типу VE - трубка - форсунка   |
| ME 220 B ME 14.220, ME 18.220                  | 6871                         | ø108 × 125                   | D 0836 LF04                  | 162 (220) Євро-3                    | 2001–2005                    | розподільний ПНВТ типу VP44 - трубка - форсунка |
| ME 250 B ME 14.250, ME 18.250, ME 25.250       | 6871                         | ø108 × 125                   | D 0836 LF05                  | 180 (245) Євро-3                    | 2001–2005                    | розподільний ПНВТ типу VP44 - трубка - форсунка |
| ME 280 B                                       | 6871                         | ø108 × 125                   | D 0836 LF01                  | 206 (280) Євро-2                    | 2000–2001                    | розподільний ПНВТ типу VP44 - трубка - форсунка |
| ME 280 B ME 14.280, ME 18.280, ME 25.280       | 6871                         | ø108 × 125                   | D 0836 LF03                  | 206 (280) Євро-3                    | 2001-2005                    | розподільний ПНВТ типу VP44 - трубка - форсунка |

### MAN M2000L Evolution (2000-2005)

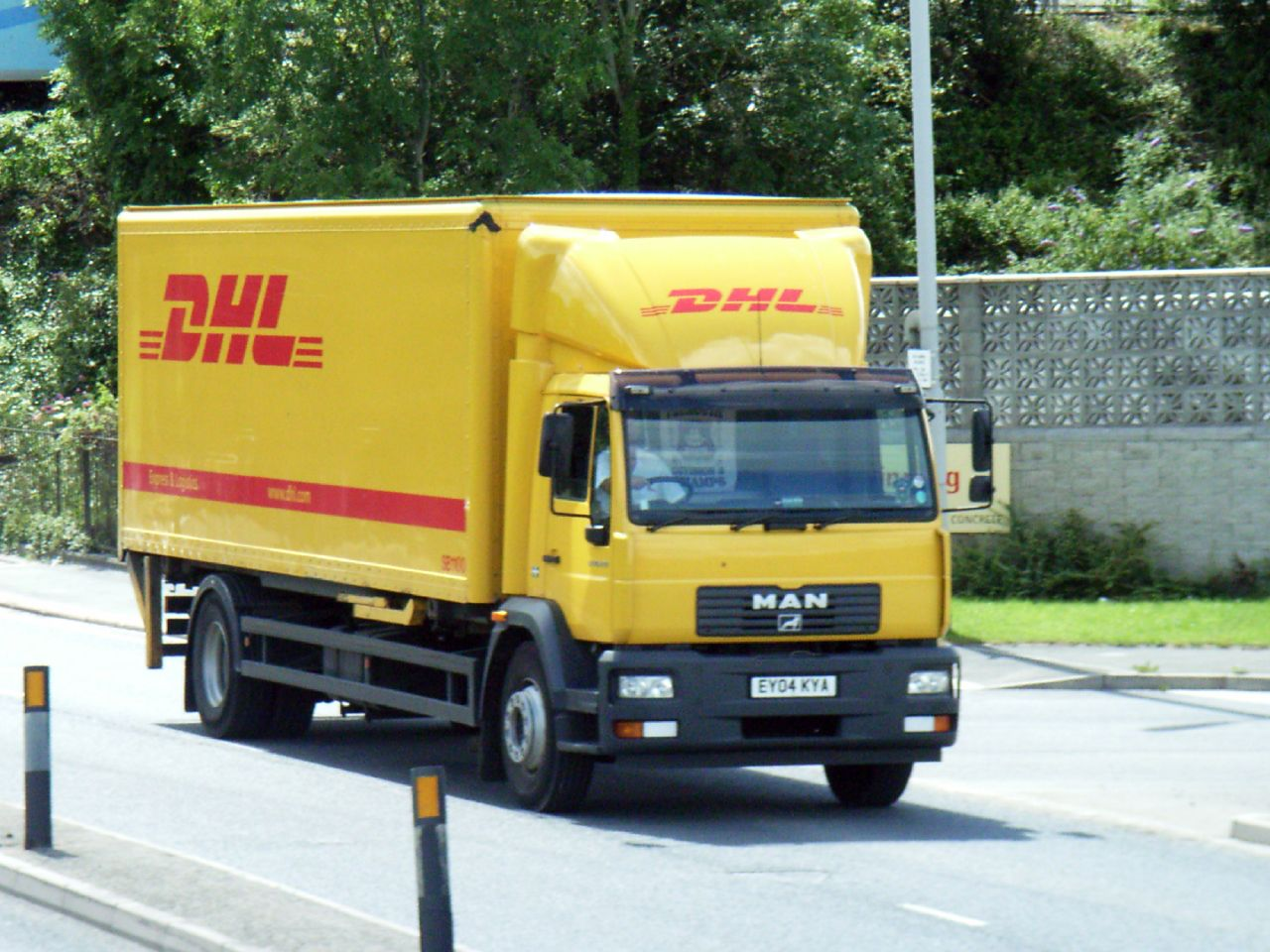
MAN LE 18.220 з кабіною від MAN L2000 Evolution

Оновлена серія «M2000L Evolution» для шасі із заводськими індексами L74...L77, L79...L84, L86...L90, L95 повною масою від 12 тон отримала перше позначення «LE-B», яке також згодом замінили на літери  «LE» з індексами маси та потужності. А шасі із заводськими індексами L70...L73 повною масою до 11,99 тон віднесли до серії «LE-C», з колесами на 17,5 дюймів та фактично за всіма ознаками ці версії стали належати до гами «MAN L2000». Зовнішньо, за рахунок нової кабіни, серія «LE» отримала більш видимі відмінності від попередньої версії, але конструкційні, технічні зміни були незначні та в частині двигунів й коробок пермикання передач аналогічні з версією «ME».

### Двигуни
| Торгове позначення (використовується в моделі)               | Об'єм см3                   | Діаметр × хід поршня мм     | Код двигуна MAN             | Потужність кВт (к.с.) норми викидів | Роки випуску                | Система живлення                                |
| рядні 4-х циліндрові дизелі                                  | рядні 4-х циліндрові дизелі | рядні 4-х циліндрові дизелі | рядні 4-х циліндрові дизелі | рядні 4-х циліндрові дизелі         | рядні 4-х циліндрові дизелі | рядні 4-х циліндрові дизелі                     |
| ------------------------------------------------------------ | --------------------------- | --------------------------- | --------------------------- | ----------------------------------- | --------------------------- | ----------------------------------------------- |
| LE 160 C, LE 160 B                                           | 4850                        | ø108 × 125                  | D 0824 LFL06                | 114 (155) Євро-2                    | 2000–2001                   | рядний ПНВТ - трубка - форсунка                 |
| LE 180 C LE 12.180                                           | 4850                        | ø108 × 125                  | D 0834 LFL03                | 132 (180) Євро-3                    | 2001-2005                   | розподільний ПНВТ типу VP44 - трубка - форсунка |
| рядні 6-ти циліндрові дизелі                                 |                             |                             |                             |                                     |                             |                                                 |
| LE 220 C, LE 220 B                                           | 6871                        | ø108 × 125 мм               | D 0826 LFL10                | 162 (220) Євро-2                    | 2000-2001                   | розподільний ПНВТ типу VE - трубка - форсунка   |
| LE 220 C, LE 220 B LE 12.220, LE 14.220 LE 18.220, LE 20.220 | 6871                        | ø108 × 125 мм               | D 0836 LFL02                | 162 (220) Євро-3                    | 2001-2005                   | розподільний ПНВТ типу VP44 - трубка - форсунка |
| LE 250 B LE 12.250, LE 14.250 LE 18.250, LE 20.250           | 6871                        | ø108 × 125 мм               | D 0836 LFL05                | 180 (245) Євро-3                    | 2001-2005                   | розподільний ПНВТ типу VP44 - трубка - форсунка |
| LE 280 B LE 12.280, LE 14.280 LE 18.280, LE 20.280 LE 26.280 | 6871                        | ø108 × 125 мм               | D 0836 LFL03                | 206 (280) Євро-3                    | 2001-2005                   | розподільний ПНВТ типу VP44 - трубка - форсунка |